# Tebibyte
Tebibyte equivale a 2 elevado a 40 bytes. Analogamente a uma unidade de medida, o byte e seus múltiplos operam como quantificador de uma massa de dados em um computador ou sistema computacional. A sua abreviatura é TiB.
- 1 tebibyte = 240 bytes = 1 099 511 627 776 bytes = 1 024 gibibytes

O tebibyte está muito relacionado com o terabyte, que pode ser um sinónimo — embora incorrecto — para tebibyte, ou uma referência para 1012 bytes = 1 000 000 000 000 bytes, dependendo do contexto (ver prefixo binário).